# Kaiser Knuckle
Kaiser Knuckle (カイザーナックル?, Kaizā Nakkuru), conosciuto in tutto il mondo come Global Champion, è un picchiaduro ad incontri esclusivo per arcade, sviluppato e pubblicato dalla Taito nel 1994. Il titolo uscì nel pieno periodo d'oro degli anni '90 riguardo ai giochi di combattimento, iniziato con Street Fighter II della Capcom.
È stato emulato per la prima volta nel 2022 sul Taito Egret II Mini, un cabinato miniaturizzato dedicato al retrogaming contenente circa settanta preinstallati classici della compagnia. Sulla stessa mini console è incluso come inedito una edizione aggiornata che porta il nome di Dan-Ku-Ga.

## Modalità di gioco
Kaiser Knuckle segue le convenzioni dei picchiaduro stabilite da Street Fighter II, in cui il personaggio scelto combatte contro gli avversari in due round su tre all'interno di una modalità torneo per giocatore singolo, sia con il computer che contro un altro giocatore umano in modalità VS. Il giocatore ha un elenco di personaggi di nove combattenti inizialmente selezionabili tra cui scegliere e tre boss controllati dal computer non giocabili, ognuno con il proprio stile di combattimento unico e tecniche speciali. Il layout di controllo è impostato sullo standard a sei pulsanti (come nella maggior parte dei titoli del genere targati Capcom), ma può essere commutato in un layout a cinque pulsanti tramite impostazioni DIP switch.
Un'altra caratteristica unica è che ha introdotto le zone di potenza, che possono essere utilizzate tramite un colpo riuscito di una mossa speciale quando il "Crush Meter" di un giocatore è pieno. Le zone di potenza (sia di fuoco che elettriche) possono anche influenzare una certa mossa speciale che un personaggio ha. Gli sfondi possono essere distrutti quando i giocatori vengono colpiti per caricarsi e, quando quegli indicatori sono pieni, la successiva mossa speciale eseguita con un avversario distruggerà a piacimento le proprietà dello sfondo (anche altre parti dei livelli, come pavimenti e muri, sono distruttibili).

## Personaggi
- Kazuya – karateka giapponese protagonista del gioco. Kazuya cerca di vincere il torneo in modo da non solo vincere il premio in denaro, ma anche di impressionare qualche donna.
- Lihua – Spadaccino taiwanese che cerca di vincere il torneo nella speranza di ritrovare i suoi genitori scomparsi.
- Barts – Motociclista ed artista di arti marziali miste statunitense. Barts è determinato a vincere il premio in denaro del torneo per poter contribuire a finanziare un'operazione medica per Sarah, la sua fidanzata, rimasta ferita in un incidente motociclistico.
- Wulong – Detective ed artista marziale cinese, porta dei graffi neri sulle guance. Wulong partecipa al torneo per vincere il premio in denaro e usarlo per pagare un debito con un gruppo criminale cinese che conosce bene.
- Liza – Indigena amazzonica proveniente dal Brasile, accompagnata da una scimmia e da un cacatua verde. Partecipa al torneo nella speranza di vincere il premio in denaro, così da poter acquistare un nuovo costume esotico per il Carnevale di Rio de Janeiro.
- Boggy – ballerino di break dance afroamericano, è determinato a vincere il torneo per poter progredire in questa sua carriera.
- Gekkou – Un ninja giapponese. Vuole vincere il torneo per poter apprendere i segreti dello stile ninjutsu dal suo maestro.
- Jim McCoy – Pugile professionista statunitense, punta a vincere il torneo in modo da poter usare il premio in denaro per garantirsi un titolo contro l'attuale campione dei pesi massimi.
- Marco – un uomo tedesco il cui suo volto è avvolto in bende in modo che solo il suo bulbo oculare sia visibile, i suoi vestiti comprese le sue scarpe sono logori. Marco si iscrive al torneo nella speranza di vincere il premio in denaro in modo da poter aiutare a finanziare una ricerca scientifica che potrebbe consentirgli di diventare normale.

### Antagonisti
- Gonzales – judoka russo, spesso lo si vede indossare una tuta da karate e un berretto di pelle di procione. Gonzales partecipa al torneo per cercare di localizzare la sua fidanzata scomparsa Tanya, che è stata separata da lui dopo una guerra civile nella loro città natale.
- Azteca – Guerriero azteco proveniente dal Messico, Azteca partecipa al torneo nel tentativo di recuperare i propri ricordi perduti.
- General – Boss finale, è il comandante di una stazione spaziale in orbita. Il generale è lo sponsor del torneo "The Kaiser Knuckle", ma le sue ragioni per organizzare la competizione in primo luogo sono avvolte nel mistero.

## Accoglienza
In Giappone, la rivista Game Machine elencò Kaiser Knuckle nel numero del 15 ottobre 1994 come la dodicesima unità arcade di maggior successo del mese. L'accoglienza in retrospettiva del gioco si è concentrata sul boss finale del gioco, General, che è considerato come il personaggio boss più difficile in tutti i giochi picchiaduro.